# Batrochoglanis melanurus
Batrochoglanis melanurus är en fiskart som beskrevs av Shibatta och Carla Simone Pavanelli 2005. Batrochoglanis melanurus ingår i släktet Batrochoglanis och familjen Pseudopimelodidae. Inga underarter finns listade.